# Quietdrive
I Quietdrive sono un gruppo musicale statunitense, formatosi a Minneapolis nel 2003.

## Discografia

### Album studio
- 2006 - When All That's Left Is You
- 2008 - Deliverance (Quietdrive)
- 2010 - Quietdrive (album)
- 2012 - Up or Down

## Formazione

### Formazione attuale
- Kevin Truckenmiller - voce, chitarra acustica, violino, basso (2002–presente)
- Justin Bonhiver - chitarra elettrica (2002–presente)
- Brandon Lanier - batteria (2002–presente)
- Will Caesar - chitarra, voce (2010–presente)
- Brice Niehaus - basso (2010–presente)

### Ex componenti
- Matt Kirby - chitarra, voce (2002–2009), Manager (2009–presente)
- Droo Hastings - basso (2002–2010)

## Discografia

### Album studio
- 2006 - When All That's Left Is You (Epic Records)
- 2008 - Deliverance (The Militia Group)
- 2010 - Quietdrive
- 2012 - Up or Down (Twilight Records)

### EP
- 2006 - Rise From the Ashes (Epic Records)
- 2009 - Close Your Eyes (Twilight Records)